# Puniša Račić
Puniša Račić (Slatina kod Andrijevice, Crna Gora, 17. srpnja 1886. – Beograd, 16. listopada 1944.), bio je agent srbijanske vlade, četnik i političar. Izvršitelj je atentata u Narodnoj skupštini 1928.

## Životopis
Osnovnu je školu završio u zavičaju, a gimnaziju učio u Beogradu. Pripadao je 1900-ih crnogorskoj omladinskoj emigraciji koju je organizirala Crna ruka, vojno-teroristička organizacija (pripremila Sarajevski atentat 1914.).
Crna ruka, čiji je Račić bio članom, pokušala je terorističkim akcijama ubiti crnogorskog monarha Nikolu I. Petrovića i podriti neovisnost Kneževine Crne Gore.
Osuđen je Račić od crnogorskih sudova na dvije godine u Bombaškoj aferi (1908.), a u Kolašinskoj aferi (1909.) u izočnosti na smrt strijeljanjem.
Od 1911. godine je regrutiran u srbijansku vojno-obavještajnu službu za koju obavlja povjerljive misije u Makedoniji i na Kosovu, tada pod osmanskom vlašću. Pripadnik je četničke postrojbe majora (bojnika) Vojislava Tankosića, jednoga od šefova Crne ruke.
No, Račić je na Solunskom procesu 1917. godine bio lažni svjedok protiv članova Crne ruke koji su na koncu pogubljeni (Dragutin Dimitrijević Apis i drugovi).
Od toga je razdoblja u tijesnim vezama sa srbijanskim vođom Nikolom Pašićem koji ga, nakon stvaranja Kraljevine SHS, angažira na poslovima razgraničenja s Albanijom, te na stvaranju ogranaka NRS-a na Kosovu. Na Kosovu se Račić silno obogatio pljačkajući javna dobra.
U razdoblju od 1927. do 1928. godine vođa je »Udruženja srpskih četnika Petar Mrkonjić za Kralja i Otadžbinu«, organizacije pod okriljem Pašićeve Radikalne stranke.
Godine 1927. na listi NRS-a u Crnoj Gori izabran je za zastupnika u beogradskoj Narodnoj skupštini.
Partizani su ga po ulasku u Beograd, listopada 1944. godine, na prijekom sudu osudili na smrt i strijeljali.

## Atentat u beogradskoj skupštini
Kao jedan od najpovjerljivijih suradnika kralja Aleksandra, bio je članom tajne dvorske organizacije Bele ruke i obavljao je tajne misije po kraljevom nalogu.
Na zasjedanju Narodne skupštine u Beogradu 20. lipnja 1928. godine, izbila je žestoka rasprava. Račić je s govornice zapucao na narodne zastupnike HSS-a i ubio Đuru Basarička i Pavla Radića, ranio Ivana Pernara i Ivana Granđu, a smrtno ranio Stjepana Radića.

## Suđenje i robija
Puniša Račić biva osuđen na 20 godina robije za ubojstvo Đure Basaričeka i Pavla Radića, 15 godina za ubojstvo Stjepana Radića, 5 godina za ranjavanje Ivana Granđe i 4 mjeseca za ranjavanje Ivana Pernara. Kaznu je poslije apelacijski sud u Beogradu ublažio i formalno se svela na 20 godina robije. Robiju provodi u Kaznenom zavodu u Zabeli kod Požarevca gdje mu je po dolasku upravnik kaznionice ustupio čitav prvi kat svoje vile koja je bila izvan kruga kaznionice. Nije bio ni pod kakvom paskom, dodijeljena su mu tri kažnjenika za osobnu poslugu (jedan za posilnog, drugi za kuhara a treći za tjelohranitelja) a imao je i slobodan izlaz u svako doba dana i noći. Prvih dana travnja 1941. godine, jedne večeri, jednostavno je odšetao iz Zabele i vlakom otišao u Beograd.

## Pokušaji rehabilitacije od dijela srpske javnosti
- U novije vrijeme Puniša Račić se, u kontekstu srpsko-hrvatskih konflikata, od dijela srpske javnosti nastoji rehabilitirati kao nacionalni heroj.[8][9]
- 1992.: Vlasti tzv. Republike Srpske Krajine preimenovale su u okupiranom Vukovaru Ulicu Stjepana Radića, nadjenuvši joj ime po njegovom ubojici: Ulica Puniše Račića.[10]
- 2008.: U predizbornoj kampanji tijekom srbijanskih parlamentarnih izbora po Beogradu su se, početkom svibnja 2008. godine, pojavili plakati sa slikom Stjepana Radića i natpisom: "Jedan je Puniša Račić".[11][12][13][14] Plakate je postavila registrirana udruga "Familija srbskih navijača".[14]
- 2017.: U Slatini kod Andrijevice u Crnoj Gori, rodnom mjestu Puniše Račića, bio je podignut spomenik Puniši Račiću. Na zahtjev državnih vlasti Crne Gore, koje su reagirale nakon prosvjeda diplomacije Republike Hrvatske, mještani su ga nakon kraćeg vremena sami uklonili.[15]

## Vanjske poveznice
- Umorstvo hrvatskih narodnih zastupnika 1928., prijepis iz knjige Rudolfa Horvata, Hrvatska na mučilištu.